# Xavier Dolan
Xavier Dolan-Tadros CQ CM (tiếng Pháp: [ɡzavje dɔlan tadʁɔs]; sinh ngày 20 tháng 3 năm 1989) là một đạo diễn phim, diễn viên, nhà biên kịch, biên tập viên, nhà thiết kế trang phục và diễn viên lồng tiếng người Canada. Anh bắt đầu sự nghiệp của mình với tư cách là một diễn viên nhí trong các quảng cáo trước khi đạo diễn một số bộ phim truyện nghệ thuật. Anh lần đầu tiên nhận được sự hoan nghênh quốc tế vào năm 2009 cho bộ phim điện ảnh đầu tay của anh, I Killed My Mother (J'ai tué ma mère), được công chiếu lần đầu tại Liên hoan phim Cannes trong phần Director's Fortnight.
Kể từ năm 2009, anh đã viết và đạo diễn tám bộ phim truyện, tất cả đều đã được công chiếu tại Cannes, ngoại trừ Tom at the Farm—được công chiếu tại Liên hoan phim Quốc tế Venice lần thứ 70 vào năm 2013—và bộ phim nói tiếng Anh đầu tiên của anh, The Death & Life of John F. Donovan, được công chiếu tại Liên hoan phim Quốc tế Toronto 2018. Anh đã đạo diễn video âm nhạc cho đĩa đơn ăn khách "Hello" của Adele vào năm 2015.
Dolan đã giành được nhiều giải thưởng cho tác phẩm của mình, bao gồm giải Jury Prize tại Liên hoan phim Cannes 2014 cho Mommy và giải Grand Prix tại Liên hoan phim Cannes 2016 cho phim It's Only the End of the World. Anh cũng đã giành được một số Giải thưởng Màn ảnh Canada và Giải thưởng César.

## Đầu đời
Dolan sinh ra và lớn lên ở Montreal, Quebec. Anh là con trai của Geneviève Dolan, một giáo viên người Quebec, và Manuel Tadros, một diễn viên, ca sĩ người Coptic-Canada gốc Ai Cập và Liban.

## Sự nghiệp

### Những bộ phim ban đầu
Dolan thu hút sự chú ý của quốc tế với tác phẩm đạo diễn đầu tay I Killed My Mother (J'ai tué ma mère) do anh viết kịch bản, đạo diễn, sản xuất và đóng vai chính ở tuổi 20, sử dụng kinh phí từ công việc mở rộng của mình khi còn là một diễn viên nhí. Anh được cho là bắt đầu viết kịch bản khi mới 16 tuổi. Anh nói trong một cuộc phỏng vấn với tờ báo Canada Le Soleil rằng bộ phim một phần là tự truyện.
Ban đầu bộ phim chỉ do Dolan tài trợ, nhưng khi cần thêm tiền, ông đã yêu cầu  Telefilm và SODEC trợ cấp. Mỗi người từ chối anh vì những lý do khác nhau. SODEC, người đã yêu thích dự án nhưng từ chối tài trợ vì nó đã được đệ trình cho một bộ phận quá thương mại, đã khuyến khích Dolan đệ trình nó một lần nữa trong bộ phận "indie" thích hợp hơn, anh đã làm như vậy. Vào tháng 12 năm 2008, SODEC đã trợ cấp 400.000 đô la cho anh. Tổng cộng, bộ phim có giá khoảng $800,000 CAD. Dolan nói rằng hệ thống nhận tài trợ là "một cơ chế tài chính lỗi thời giữ tài sản sáng tạo của Quebec làm con tin".

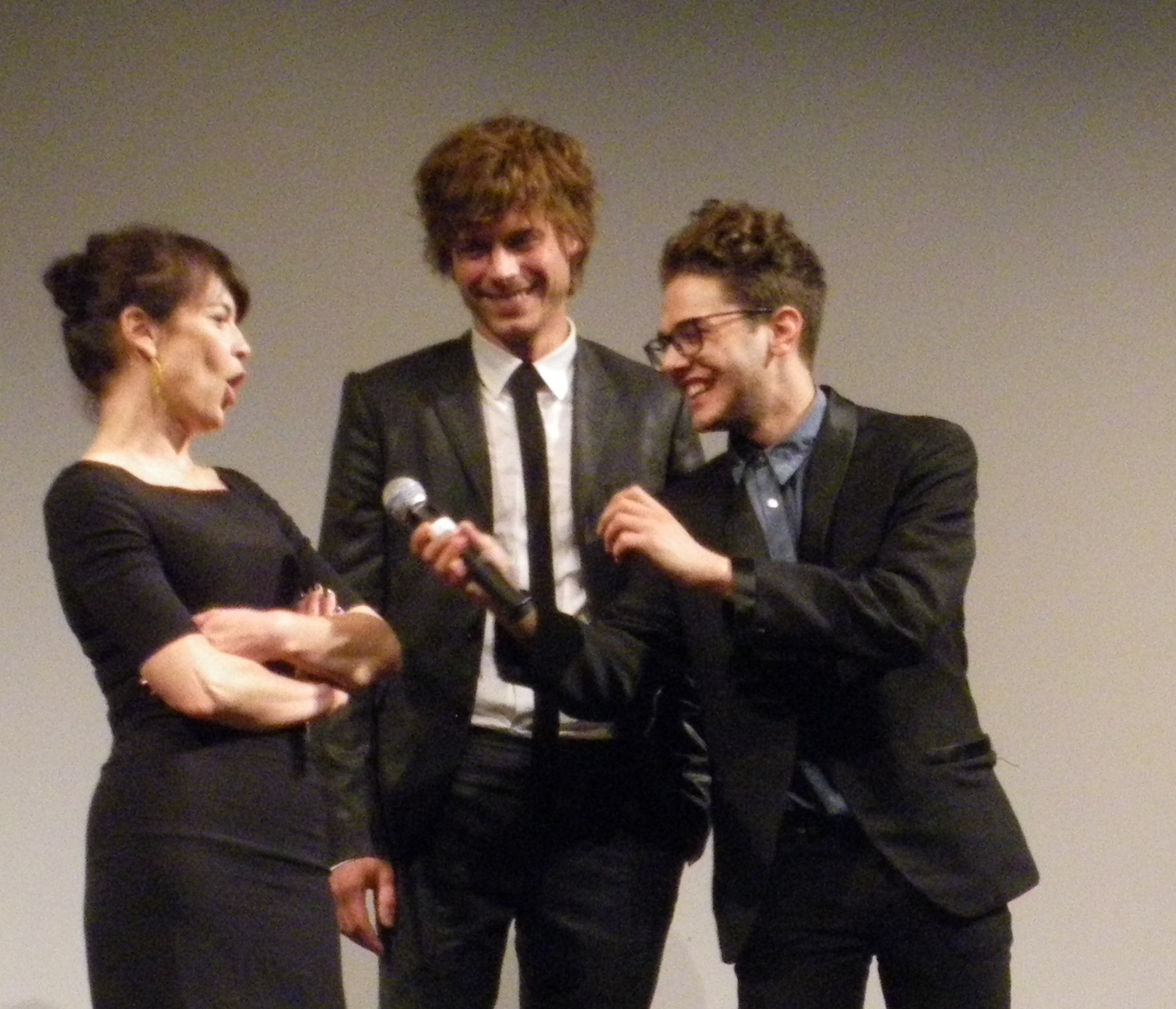
Dolan tại Liên hoan phim Quốc tế Toronto năm 2010

Bộ phim được công chiếu lần đầu tại chương trình Director's Fortnight của Liên hoan phim Cannes 2009, nơi bộ phim đã nhận được sự hoan nghênh nhiệt liệt kéo dài 8 phút và giành được ba giải thưởng: Giải thưởng Điện ảnh Nghệ thuật, Giải thưởng SACD cho kịch bản và Giải thưởng Prix Regards Jeunes. Nó cũng đã giành được một giải thưởng Lumière và bốn giải thưởng Jutra, bao gồm Phim hay nhất, Kịch bản hay nhất và Phim thành công nhất ngoài Québec, đánh bại bộ phim Polytechnique (2009) của Denis Villeneuve trong bộ phim được coi là "khó chịu".
Dolan sau đó nói rằng bộ phim là "thiếu sót" và Peter Brunette của The Hollywood Reporter gọi nó là "một bộ phim có phần không đồng đều thể hiện rất nhiều tài năng". Brunette cũng gọi bộ phim là "hài hước và táo bạo", trong khi Allan Hunter của Screen International nói rằng nó sở hữu "cái nhức nhối của sự thật được quan sát một cách sắc sảo".
Bộ phim đã nhận được Giải thưởng Claude Jutra (nay được gọi là Giải thưởng Màn ảnh Canada cho Phim hay nhất) tại Genies, và Hiệp hội phê bình phim Toronto đã trao cho Dolan Giải thưởng Jay Scott đầu tiên trị giá 5.000 đô la cho tài năng mới nổi. I Killed My Mother đã được Liên hoan phim Quốc tế Toronto (TIFF) vinh danh là một trong Mười phim hay nhất của năm tại Canada và được chọn làm phim chính thức của Canada cho Phim nói tiếng nước ngoài hay nhất cho Giải thưởng Viện hàn lâm 2010, mặc dù phim không nhận được đề cử từ học viện. Quyền phân phối sau đó đã được bán cho hơn 20 quốc gia. Do các vấn đề pháp lý mà nhà phân phối của phim tại Hoa Kỳ, Regent Entertainment gặp phải, nó đã không được phát hành rạp ở Hoa Kỳ cho đến năm 2013, và một khi được phát hành, nó kiếm được rất ít ở phòng vé.
Bộ phim điện ảnh thứ hai do Dolan đạo diễn, Heartbeats (Les Amours imaginaires), được tài trợ tư nhân. Bộ phim kể về hai người bạn say mê cùng một chàng trai trẻ bí ẩn và tình bạn của họ đau khổ.  Nó được công chiếu lần đầu trong hạng mục Un Certain Regard tại Liên hoan Cannes lần thứ 63e vào tháng 5 năm 2010, nơi nó nhận được sự hoan nghênh nhiệt liệt. Phim đã giành được giải thưởng cao nhất của Cuộc thi chính thức tại Liên hoan phim Sydney vào tháng 6 và được chiếu tại một số liên hoan phim trong suốt năm 2011, nhưng không tìm được khán giả ở các nước không nói tiếng Pháp. Phim đã nhận được một số đề cử Genie và giải AQCC (hiệp hội các nhà phê bình phim Québec) cho Phim hay nhất.
Bộ phim thứ ba của anh, Laurence Anyways, đã được chọn để tranh giải hạng mục Un Certain Regard tại Liên hoan phim Cannes 2012. Diễn xuất của Suzanne Clément trong phim đã giành được giải thưởng Nữ diễn viên chính xuất sắc nhất của phần. Bộ phim đã nhận được những lời khen ngợi hoặc khen ngợi đủ tiêu chuẩn từ các nhà phê bình. Một nhà phê bình cho The Out Take của MTV, tập trung vào các bộ phim LGBT, gọi bộ phim là "bộ phim hay nhất của năm." Mặc dù được khen ngợi, bộ phim đã không được phát hành thương mại trong một năm. Khi phát hành, bộ phim đã gặp khó khăn ở phòng vé, và chỉ thu về khoảng 500,000 đô la ở Canada.

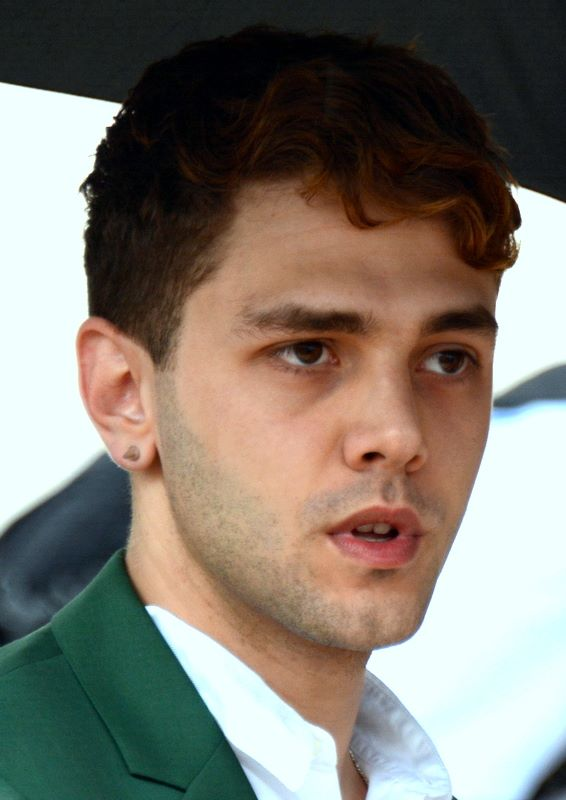
Dolan tại Liên hoan phim Cannes 2014

Vào tháng 5 năm 2012, Dolan thông báo rằng bộ phim thứ tư của ông sẽ là sự chuyển thể từ vở kịch Tom at the Far (Tom à la ferme) của Michel Marc Bouchard. Phim đã được công chiếu lần đầu trên thế giới trong phần thi chính tại Liên hoan phim Quốc tế Venice lần thứ 70 vào ngày 2 tháng 9 năm 2013 và giành được giải thưởng FIPRESCI. Mặc dù Tom at the Farm đã đóng các mạch lễ hội vào năm 2013, nhưng nó đã không được phát hành ở Mỹ cho đến năm 2015. Trong một cuộc phỏng vấn vào tháng 8 năm 2015, Dolan nói: "Không ai biết tôi ở Hoa Kỳ, bởi vì các bộ phim đã được phát hành một cách vụng về, bất thường, tất cả của các nhà phân phối khác nhau... Tôi không muốn nghe có vẻ kiêu căng, nhưng nó khó hiểu."

### Mommy
Bộ phim năm 2014 của Dolan, Mommy, đã chia sẻ Jury Prize trong hạng mục tranh giải chính tại Liên hoan phim Cannes 2014 với bộ phim Goodbye to Language (Adieu au langage) của Jean-Luc Godard. Chủ tịch ban giám khảo cho lễ hội năm 2014 là Jane Campion và khi nhận giải, Dolan đã nói:
The Piano [phim của Campion] là bộ phim đầu tiên tôi xem đã thực sự xác định tôi là ai.... Nó khiến tôi muốn viết phim cho những người phụ nữ xinh đẹp có tâm hồn, ý chí và sức mạnh. Thậm chí đứng cùng sân khấu với bạn [Campion] thật phi thường.
Bộ phim được các nhà phê bình bình chọn là bộ phim "trưởng thành nhất" của Dolan cho đến nay và chứng tỏ là một bước đột phá trong sự nghiệp đạo diễn của anh. Đây là bộ phim đầu tiên của anh ấy đạt được thành công đáng kể tại phòng vé, thu về hơn $3.5 triệu trong nước vào năm 2014, trở thành bộ phim có doanh thu cao nhất ở Quebec trong năm 2014. Theo Montreal Gazette, hơn một triệu người đã xem bộ phim ở Pháp. Mommy đoạt giải Cesar cho Phim nước ngoài hay nhất năm 2015.

### It's Only the End of the World

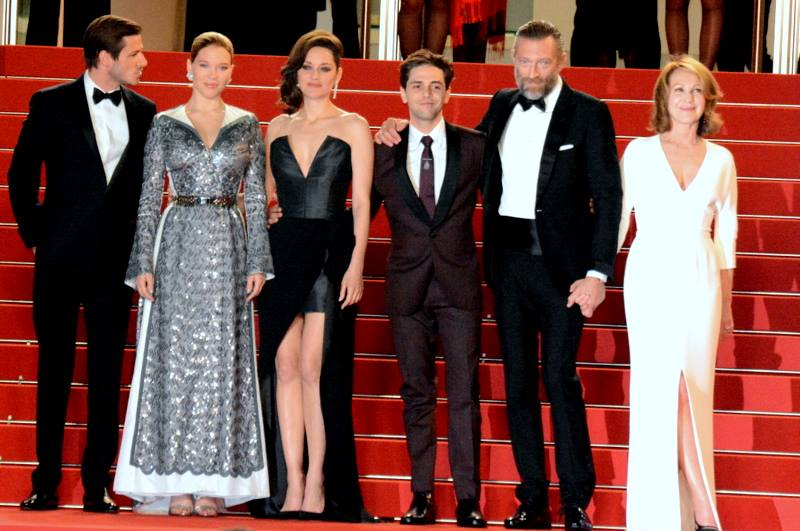
Dolan với dàn diễn viên It's Only the End of the World tại Liên hoan phim Cannes 2016

Bộ phim tiếp theo của Dolan là bản chuyển thể từ vở kịch Juste la fin du monde  của Jean-Luc Lagarce, có tựa đề It's Only the End of the World. Phim có sự tham gia của Marion Cotillard, Gaspard Ulliel, Vincent Cassel, Léa Seydoux và Nathalie Baye. Phim bắt đầu quay vào cuối tháng 5 năm 2015. Bộ phim được lựa chọn chính thức cho Liên hoan phim Cannes 2016, để tranh giải Palme d'Or, mặc dù không được đoạt giải.
Bộ phim ra mắt trước những phản ứng trái chiều từ khán giả liên hoan và các nhà phê bình, với Vanity Fair gọi đây là "bộ phim đáng thất vọng nhất tại Cannes." The Hollywood Reporter gọi đây là "một bộ phim lạnh lùng và không thỏa mãn sâu sắc" và Variety gọi đó là "một trải nghiệm kịch tính thường xuyên". Trong lễ hội, Dolan đã lên tiếng phản bác những chỉ trích tiêu cực trên các phương tiện truyền thông. Bộ phim cũng nhận được đánh giá tích cực từ các nhà phê bình, bao gồm cả The Guardian, gọi nó là một "sự gợi lên tuyệt vời, cách điệu và ảo giác về rối loạn chức năng gia đình".
Dolan nói rằng It's Only the End of the World là bộ phim hay nhất của anh và là bộ phim anh tự hào nhất. Bộ phim giành được giải Grand Prix và giải Ecumenical Jury Prize. Bộ phim cũng được đưa vào tranh giải tại Liên hoan phim Sydney vào tháng 6 năm 2016, và sau đó được trình chiếu tại Liên hoan phim Quốc tế Toronto 2016. Bộ phim được phát hành tại Quebec và Pháp vào ngày 21 tháng 9 năm 2016.  Tại Pháp, It’s Only the End of the World được phát hành tới 391 rạp, nơi bộ phim ra mắt ở vị trí số một tại phòng vé và bán được 1.034.477 vé. Bộ phim được chọn là tác phẩm của Canada cho Giải Oscar cho Phim nói tiếng nước ngoài hay nhất 2017. Vào tháng 12 năm 2016, bộ phim lọt vào danh sách ngắn chín bộ phim đang được xem xét đề cử là Phim nói tiếng nước ngoài hay nhất tại Lễ trao giải Oscar lần thứ 89, nhưng bộ phim không được đề cử vào tháng 1 năm 2017. Vào ngày 7 tháng 12 năm 2016, bộ phim được ghi tên vào danh sách Top 10 Canada hàng năm của Liên hoan phim Quốc tế Toronto.

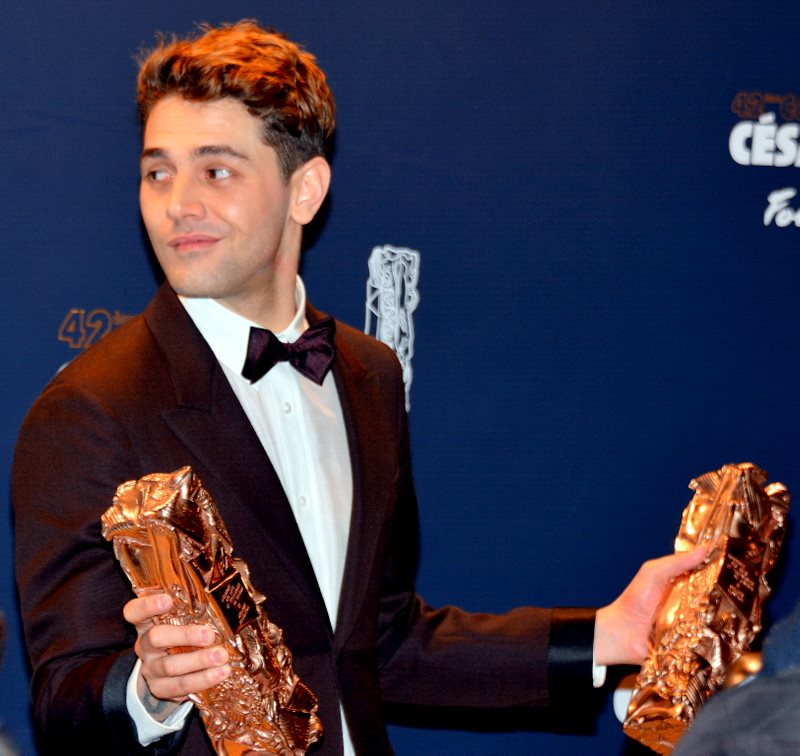
Dolan với Giải César của mình tại lễ trao giải lần thứ 42 năm 2017

AlloCiné, một trang web điện ảnh của Pháp, đã cho phim trung bình 3,3/5, dựa trên cuộc khảo sát 44 bài đánh giá, cho thấy "các bài đánh giá nói chung là thuận lợi". Trên chuyên trang tổng hợp phê bình Rotten Tomatoes, bộ phim có đánh giá phê duyệt 44% dựa trên 32 bài phê bình, với điểm trung bình là 5,6/10. Sự đồng thuận quan trọng của trang web cho biết: "It's Only the End of the World được trang bị đầy tài năng và tự hào về một câu chuyện đầy xung đột, nhưng kết quả cuối cùng lại cho thấy một sự sai lầm đáng thất vọng từ biên kịch kiêm đạo diễn Xavier Dolan." Tại Metacritic, nơi chỉ định xếp hạng chuẩn hóa trong số 100 cho các bài đánh giá từ các nhà phê bình chính thống, bộ phim nhận được điểm trung bình là 48, dựa trên 11 bài đánh giá, cho thấy "các bài đánh giá hỗn hợp hoặc trung bình".
Với tác phẩm của anh ấy trên It's Only the End of the World, Dolan giành được Giải César cho đạo diễn xuất sắc nhất và Biên tập xuất sắc nhất tại lễ trao giải lần thứ 42 vào ngày 24 tháng 2 năm 2017. Anh cũng đã giành được 3 Giải thưởng Màn ảnh Canada cho Phim hay nhất, Thành tựu xuất sắc nhất trong chỉ đạo và Kịch bản chuyển thể xuất sắc nhất.

### The Death & Life of John F. Donovan
Vào tháng 3 năm 2013, Dolan đang trong quá trình tiền sản xuất cho bộ phim nói tiếng Anh đầu tiên của anh là The Death & Life of John F. Donovan; anh đồng viết kịch bản với Jacob Tierney. Phim kể về John F. Donovan (Kit Harington), một diễn viên điện ảnh Hollywood có cuộc sống và sự nghiệp bị đảo lộn khi một nhân viên chuyên mục buôn chuyện (Jessica Chastain) tiết lộ thư từ riêng tư của anh ấy với một fan hâm mộ 11 tuổi người Anh. Phim cũng có sự tham gia của Susan Sarandon trong vai mẹ của Donovan và Kathy Bates trong vai người quản lý của anh ấy. Vào tháng 2 năm 2018, Dolan xác nhận qua Instagram rằng Chastain đã bị cắt khỏi bộ phim và câu chuyện đã được thay đổi trong quá trình hậu sản xuất.
Bộ phim đã có buổi ra mắt thế giới tại Liên hoan phim Quốc tế Toronto 2018, trở thành bộ phim đầu tiên của Dolan được công chiếu tại liên hoan. Sau khi ra mắt tại liên hoan phim, nó đã nhận được nhiều đánh giá tiêu cực từ các nhà phê bình. IndieWire mệnh danh bộ phim của Dolan là "tệ nhất" trong sự nghiệp của anh. The Guardian đã cho bộ phim một trong số năm sao, coi đây là một "mớ hỗn độn đáng ngờ". NOW Magazine được gọi là bộ phim "tầm thường ở mức tốt nhất". Trong một đánh giá tích cực hơn, Screen International viết rằng bộ phim "có thể thăm lại rất nhiều lãnh thổ quen thuộc đối với Dolan nhưng với hình thức này, rất tốt để chào đón anh về nhà."

### Công việc khác
Năm 2015, Dolan được chọn làm ban giám khảo cho hạng mục tranh giải chính của Liên hoan phim Cannes 2015. Cũng trong năm đó, anh đạo diễn video âm nhạc cho "Hello", đĩa đơn chính trong album 25 của Adele. Video đã phá kỷ lục Vevo về lượt xem nhiều nhất trong 24 giờ, hơn 27,7 triệu lượt xem. Video cũng đáng chú ý vì có cảnh quay được quay trong IMAX. Dolan đã nhận được Giải thưởng Juno cho Video của năm vì đạo diễn video.
Dolan đã đóng vai phụ trong hai bộ phim Mỹ năm 2018: Boy Erased, đối diện với Lucas Hedges và Troye Sivan, được công chiếu tại Liên hoan phim Quốc tế Toronto 2018; và Bad Times at the El Royale, với tư cách là nhà sản xuất âm nhạc nổi tiếng người Anh, Buddy Sunday. Anh xuất hiện trong phần tiếp theo kinh dị It Chapter Two, được phát hành vào tháng 9 năm 2019. Tiếp theo, anh sẽ đóng vai chính trong Lost Illusions, một phiên bản chuyển thể của Illusions perdues của Honoré de Balzac, do Xavier Giannoli đạo diễn.

## Ảnh hưởng và phong cách
Dolan đã nói rằng anh không bị ảnh hưởng đặc biệt bởi bất kỳ đạo diễn cụ thể nào, mặc dù vào năm 2009, Dolan đã xác định Michael Haneke là một trong những đạo diễn yêu thích của anh nhờ cách quay phim chính xác và văn bản mạnh mẽ, trích dẫn  Funny Games và The Piano Teacher là những mục yêu thích.

Tại Liên hoan phim Cannes 2014, Dolan nói rằng The Piano của Jane Campion là nguồn cảm hứng chính cho anh. Anh cũng đã trích dẫn rằng việc xem bộ phim Titanic như một ảnh hưởng ban đầu đến quyết định bước vào lĩnh vực điện ảnh của anh. Anh đã đề cập đến việc bày tỏ lòng tôn kính với My Own Private Idaho với một cảnh trong I Killed My Mother, và anh ấy bị ảnh hưởng bởi cảnh mưa ếch ở cuối 'Magnolia, nhưng đã nói vào năm 2013:
Điều tôi muốn nói là tôi không bị ảnh hưởng bởi các đạo diễn.... Về cơ bản, tôi đã đọc mọi bài phê bình về phim của mình bởi vì tôi điên và tôi tập trung vào những gì tiêu cực và tôi muốn biết mọi người nghĩ gì—và tại sao họ nghĩ vậy. Đã rất nhiều lần tôi bị bắt nạt bởi những tài liệu tham khảo và ảnh hưởng không bao giờ là của tôi bởi người xem sẽ đưa ra những ý kiến, liên tưởng và giả định của họ về tôi.... Nhưng hãy thành thực: ý tưởng du lịch và mọi thứ đã được thực hiện, tất cả chỉ là vấn đề  giải thích lại mọi thứ ngay bây giờ.

## Đời tư
Dolan là người đồng tính công khai, và mô tả bộ phim đầu tiên của anh, I Killed My Mother, là bán tự truyện.

## Đóng phim

#### Nhà làm phim
| Năm  | Tựa phim                              | Đạo diễn | Tác giả | Sản xuất  | Biên tập | Nhà thiết kế trang phục |
| ---- | ------------------------------------- | -------- | ------- | --------- | -------- | ----------------------- |
| 2009 | I Killed My Mother                    | Có       | Có      | Có        | Không    | Có                      |
| 2010 | Heartbeats                            | Có       | Có      | Có        | Có       | Không                   |
| 2012 | Laurence Anyways                      | Có       | Có      | Điều hành | Có       | Có                      |
| 2013 | Tom at the Farm                       | Có       | Có      | Có        | Có       | Có                      |
| 2014 | Mommy                                 | Có       | Có      | Có        | Có       | Có                      |
| 2016 | It's Only the End of the World        | Có       | Có      | Có        | Có       | Không                   |
| 2018 | The Death and Life of John F. Donovan | Có       | Có      | Có        | Có       | Không                   |
| 2019 | Matthias & Maxime                     | Có       | Có      | Có        | Có       | Có                      |
| 2021 | Charlotte                             | Không    | Không   | Điều hành | Không    | Không                   |
| 2022 | The Night Logan Woke Up               | Có       | Có      | Có        | Có       | Có                      |

### Diễn viên chính
| Films that have not yet been released | Biểu thị những bộ phim chưa được phát hành |

| Tựa phim                                             | Năm  | Vai                      | Đạo diễn           | Ghi chú                                                       |
| ---------------------------------------------------- | ---- | ------------------------ | ------------------ | ------------------------------------------------------------- |
| Heads or Tails                                       | 1997 | Edouard                  | Claude Fournier    |                                                               |
| Le marchand de sable                                 | 1999 | —                        | Nadine Fournelle   | Phim ngắn                                                     |
| The Hidden Fortress                                  | 2001 | Michaël                  | Roger Cantin       |                                                               |
| Mirrors                                              | 2007 | Julien                   | Etienne Desrosiers | Phim ngắn                                                     |
| Martyrs                                              | 2008 | Antoine Belfond          | Pascal Laugier     |                                                               |
| Suzie                                                | 2009 | Punk                     | Micheline Lanctôt  |                                                               |
| I Killed My Mother                                   | 2009 | Hubert Minel             | Bản thân           | Đồng thời là nhà sản xuất và nhà văn                          |
| Heartbeats                                           | 2010 | Francis                  | Bản thân           | Đồng thời là nhà sản xuất, nhà văn và biên tập viên           |
| Good Neighbours                                      | 2010 | Jean-Marc                | Jacob Tierney      |                                                               |
| Lipsett Diaries                                      | 2010 | Narrator                 | Theodore Ushev     |                                                               |
| Boys on Film 7: Bad Romance                          | 2011 | Julien                   | Etienne Desrosiers | Segment: "Mirrors"                                            |
| Laurence Anyways                                     | 2012 | Người đàn ông trong tiệc | Bản thân           | Đồng thời là nhà sản xuất điều hành, nhà văn và biên tập viên |
| Tom at the Farm                                      | 2013 | Tom                      | Bản thân           | Đồng thời là nhà sản xuất và nhà văn                          |
| An Extraordinary Person (Quelqu'un d'extraordinaire) | 2013 | —                        | Monia Chokri       | Editor                                                        |
| Miraculum                                            | 2014 | Étienne                  | Daniel Grou        |                                                               |
| Elephant Song                                        | 2014 | Michael Aleen            | Charles Binamé     |                                                               |
| Mommy                                                | 2014 | —                        | Bản thân           | Đồng thời là nhà sản xuất, nhà văn và biên tập viên           |
| It's Only the End of the World                       | 2016 | —                        | Bản thân           | Đồng thời là nhà sản xuất, nhà văn và biên tập viên           |
| Boy Erased                                           | 2018 | Jon                      | Joel Edgerton      |                                                               |
| Bad Times at the El Royale                           | 2018 | Buddy Sunday             | Drew Goddard       |                                                               |
| The Death & Life of John F. Donovan                  | 2018 | —                        | Bản thân           | Đồng thời là nhà sản xuất, nhà văn và đồng biên tập           |
| Matthias & Maxime                                    | 2019 | Max                      | Bản thân           | Đồng thời là nhà sản xuất, nhà văn và biên tập viên           |
| It Chapter Two                                       | 2019 | Adrian Mellon            | Andy Muschietti    |                                                               |
| Lost Illusions                                       | 2021 | Raoul Nathan             | Xavier Giannoli    | Post-production                                               |

### Diễn viên lồng tiếng
Dolan cũng là một diễn viên lồng tiếng và lồng tiếng cho một số bộ phim bằng tiếng Pháp Quebec. Lưu ý: Nhiều phim được lồng tiếng Pháp cũng được lồng tiếng bằng nói tiếng Pháp Québec hoặc bằng một trong các phiên bản tiếng Pháp được gọi là tiếng Pháp quốc tế. DVD có thể được gắn nhãn VQ cho "phiên bản Québécoise", sử dụng giọng Québécois và các thuật ngữ duy nhất cho nhiều loại ngôn ngữ tiếng Pháp hoặc VFQ cho "phiên bản francophone québécoise", vốn trình bày một giọng nói chung trung tính nhưng phát âm các từ tiếng Anh theo cách được tìm thấy ở Bắc Mỹ hơn là ở Pháp.
- 2000: My Dog Skip – Spit
- 2000: Pay it Forward – Trevor
- 2001: Harry Potter and the Sorcerer's Stone – Ron Weasley
- 2002: Harry Potter and the Chamber of Secrets – Ron Weasley
- 2002: The Hunchback of Notre Dame II – Zephyr
- 2003: Secondhand Lions – Walter
- 2003: The Jungle Book 2 – Mowgli
- 2003: Finding Nemo – Tad
- 2004: Harry Potter and the Prisoner of Azkaban – Ron Weasley
- 2005: Harry Potter and the Goblet of Fire – Ron Weasley
- 2005: Saw II – Daniel Matthews
- 2006: Grossology – Ty
- 2006: Alpha Dog – Keith Stratten
- 2007: Harry Potter and the Order of the Phoenix – Ron Weasley
- 2007: Halloween – Wesley Rhoades
- 2007: Magi-Nation – Tony
- 2007: Whistler – Quinn McKaye
- 2008: High School Musical 3: Senior Year – Donnie Dion
- 2008: Twilight – Jacob Black
- 2009: Harry Potter and the Half-Blood Prince – Ron Weasley
- 2009: The Twilight Saga: New Moon – Jacob Black
- 2009: South Park – Stan Marsh
- 2009: Planet 51 – Skiff
- 2010: Kick-Ass – Dave Lizewski / Kick-Ass
- 2010: How To Train Your Dragon – Hiccup
- 2010: The Twilight Saga: Eclipse – Jacob Black
- 2010: Harry Potter and the Deathly Hallows: Part 1 – Ron Weasley
- 2011: Harry Potter and the Deathly Hallows: Part 2 – Ron Weasley
- 2011: My Week with Marilyn – Colin Clark
- 2011: Abduction – Nathan Harper
- 2011: The Twilight Saga: Breaking Dawn – Part 1 – Jacob Black
- 2011: The Smurfs – Brainy Smurf
- 2012: John Carter – Edgar Rice Burroughs
- 2012: The Hunger Games – Peeta Mellark
- 2012: Life of Pi – Pi Patel
- 2012: Chernobyl Diaries – Chris
- 2013: Kick-Ass 2 – Dave Lizewski / Kick-Ass
- 2014: Maleficent – Stephen Hawking
- 2014: The Maze Runner – Thomas
- 2014: The Theory of Everything – Prince Phillip
- 2014: The Amazing Spider-Man 2 – Harry Osborn
- 2015: Inside Out – Fear
- 2015: Paper Towns – Thomas
- 2015: Maze Runner: The Scorch Trials – Quentin "Q" Jacobsen
- 2015: The Danish Girl – Einar Wegener / Lili Elbe (Lili Elvenes)
- 2016: Everybody Wants Some!! – Jake
- 2016: Fantastic Beasts and Where to Find Them – Newt Scamander
- 2017: The Emoji Movie - Gene
- 2018: Maze Runner: The Death Cure - Thomas
- 2018: Anatane: Saving the Children of Okura - Anatane
- 2018: Fantastic Beasts: The Crimes of Grindelwald – Newt Scamander
- 2019: Spider-Man: Far From Home - Brad Davis
- 2019: The Death & Life of John F. Donovan - John F. Donovan
- 2021: Dune: Part One - Paul Atreides
- 2022: Fantastic Beasts: The Secrets of Dumbledore – Newt Scamander

### Đạo diễn video âm nhạc
| Năm  | Tựa bài       | Ca sĩ     | Đạo diễn | Sản xuất | Biên tập |
| ---- | ------------- | --------- | -------- | -------- | -------- |
| 2013 | "College Boy" | Indochine | Có       | Không    | Không    |
| 2015 | "Hello"       | Adele     | Có       | Có       | Có       |
| 2021 | "Easy on Me"  | Adele     | Có       | Có       | Có       |

### Cộng tác viên định kỳ
| Diễn viên             | I Killed My Mother | Heartbeats | Laurence Anyways | Tom at the Farm | Mommy | It's Only the End of the World | Matthias & Maxime |
| --------------------- | ------------------ | ---------- | ---------------- | --------------- | ----- | ------------------------------ | ----------------- |
| Anne Dorval           | No                 | No         | No               |                 | No    |                                | No                |
| Suzanne Clément       | No                 |            | No               |                 | No    |                                |                   |
| Antoine Olivier Pilon |                    |            | No               |                 | No    |                                |                   |
| Manuel Tadros         | No                 |            | No               | No              |       |                                |                   |
| Patricia Tulasne      | No                 | No         | No               |                 |       |                                |                   |
| Pierre-Yves Cardinal  |                    |            |                  | No              | No    |                                |                   |
| Nathalie Baye         |                    |            | No               |                 |       | No                             |                   |
| Monia Chokri          |                    | No         | No               |                 |       |                                |                   |
| Niels Schneider       | No                 | No         |                  |                 |       |                                |                   |
| Monique Spaziani      | No                 |            | No               |                 |       |                                | No                |
| Perrette Souplex      |                    | No         | No               |                 |       |                                |                   |
| Jacques Lavallée      |                    |            | No               | No              |       |                                | No                |
| Pierre Chagnon        | No                 |            | No               |                 |       |                                |                   |

## Sách về Xavier Dolan
- Pierre-Alexandre Fradet, Philosopher à travers le cinéma québécois. Xavier Dolan, Denis Côté, Stéphane Lafleur et autres cinéastes, Paris, Éditions Hermann, 2018, 274 p.